# Апаватн
64°10′30″ пн. ш. 20°39′22″ зх. д. / 64.1749063694° пн. ш. 20.6560538235° зх. д.
Апаватн (ісл. вимова: [ˈaːpaˌvahtn̥]) —  озеро на південному  заході Ісландії. Маючи площу близько 13 км², воно займає 30-е місце за цим показником у країні. Належить до басейну Хвітау, лівої складової частини Ельвюсау. Апаватн набагато більше ніж сусіднє озеро Лаугарватн, що лежить на північ від Апаватна.
Озеро відоме великою кількість риби, особливо пстругу.
Про Апаватн згадує Вера Генріксен у своєму творі "Срібний хрест": особлива чорна риба, яка жила в озері, робила того, хто її їв, дуже мудрим.

## Дивитися також
- Список озер Ісландії